# Sibaté
Sibaté ist eine Gemeinde (municipio) die zur Metropolregion Bogotá im Departamento Cundinamarca in Kolumbien gehört.

## Geographie
Sibaté liegt in Cundinamarca, in der Provinz Soacha, ungefähr 27 km von Bogotá entfernt auf einer Höhe von 2700 m ü. NN und hat eine Durchschnittstemperatur von 14 °C. Die Gemeinde grenzt im Norden und Osten an Soacha, im Süden an Pasca und Fusagasugá und im Westen an Silvania und Granada.

## Bevölkerung
Die Gemeinde Sibaté hat 41.255 Einwohner, von denen 27.872 im städtischen Teil (cabecera municipal) der Gemeinde leben (Stand: 2019).

## Geschichte
Die erste Erwähnung des Namens Sibaté findet sich 1883 für eine Finca. Die Region gewann mit dem Bau der Eisenbahnstrecke bis 1895 an Bedeutung. Ab 1920 begann der Urbanisierungsprozess des heutigen Ortskerns. Für die Region wichtig war der Bau des Wasserkraftwerkes und des Stausees  Embalse del Muña. Den Status einer Gemeinde erhielt Sibaté 1967.

## Wirtschaft
Der wichtigste Wirtschaftszweig von Sibaté ist die Landwirtschaft. Insbesondere werden Kartoffeln, Erdbeeren und Erbsen angebaut. Zudem spielen Milchproduktion, Rinderproduktion und in kleinerem Ausmaß die Haltung anderer Tiere eine Rolle.

## Sport
Im Estadio 28 de Noviembre in Sibaté trug der Fußballverein Bogotá FC in der Hinserie 2006 seine Heimspiele aus.

## Persönlichkeiten
- Mayra Ramírez (* 1999), Fußballspielerin